# Космічні війська
Космічна війська — вид збройних сил, які, в першу чергу, призначені для ведення війни у космосі.
Станом на 2022 рік лише США мають має незалежні космічні війська — створені 2019 року, з переформованого Космічного командування Повітряних сил
В 1992—1997 і 2001—2011 в Російській Федерації існували Космічні війська як самостійний вид збройних сил. В окремих країнах ведення війни у космосі є частиною функціонального призначення повітряних сил або існують окремі командування.

## Додатково
- В СРСР американський фільм «Зоряні війни» (художній і явно фантастичний) наводився як доказ створення космічних військ у США та намагання США перенести війни у космос[джерело?].